# Лазар Гулкович
Лазар Гулкович (руски: Лазарь Гулькович; 20. децембар 1898 – јул 1941), био је истакнути естонски научник за јеврејске студије. Убијен је од стране нациста у лето 1941. године.

## Биографија
Рођен је у Зирину, Минска губернија, Руско царство, као син трговца. Гулкович је похађао школу у Барановичима, а затим чувену јешиву Мир. Током Првог светског рата, породица је избегла у Николајев, у Украјини, где је Гулкович завршио средњу школу.
У периоду од 1918. до 1919. године Гулкович одлази у Вирбалис, град у Литванији, где је водио основну школу у којој се наставни језик одвијао на хебрејском и био део рабината. Затим је почео да студира медицину на Универзитету у Кенигсбергу, у Немачкој (данас Калињинград, Русија), али је такође похађао часове филозофије и теологије, посебно Старог завета. Године 1922, стекао је и докторат и магистарску диплому, први са радом о Кабали, а 1924. и докторат, са специјализацијом из офталмологије . У Кенигсбергу, Гулкович се оженио Фридом Рабиновиц (27. фебруар 1900 – јесен 1941). Брачни пар је имао две ћерке.
Одмах након предаје своје медицинске дисертације, Гулковича је Универзитет у Лајпцигу позвао да преузме предавање хебрејског, арамејског и талмудских наука од познатог и недавно преминулог Израела Исара Кахана. Лајпциг (град у Саксонији) је тада био „мека“ оријенталних студија у Немачкој, веома велики и веома цењени универзитет (вероватно најбољи ван Пруске). Гулкович је такође постао директор Института за касне јеврејске студије у оквиру старозаветног одељења Богословског факултета. Својим именовањем, Гулкович је аутоматски постао немачки држављанин.
У Лајпцигу, Гулкович је не само предавао већ је наставио да студира тамо, са доступним еминентним научницима (посебно у исламским студијама, блискоисточним студијама, етиопским студијама и асирологији, као и филозофији са истакнутим Теодором Литом ) до своје хабилитације, коју је стекао 1927. године. Наставивши у Лајпцигу као приватдоцент (неплаћени виши предавач који може бити позван у професорско звање), постао је 1932. године ванредни професор (редовни професор без катедре) за касне јеврејске студије на Филозофском факултету, јединој таквој позицији на немачком универзитету. Међутим, већ годину дана касније, 1933. године, због доласка нациста на власт и Нирнбершких закона о расизму (који су, између осталог, били усмерени против Јевреја као државних службеника, а у Немачкој су Јевреји имали такав статус), отпуштен је са Универзитета у Лајпцигу.
Међутим, исте године, Универзитет у Тартуу у Естонији, који је имао веома угледну традицију оријенталних студија и хебрејског језика, отворио је, уз подршку локалних научника и подршку, између осталог, Алберта Ајнштајна, нови Институт за јеврејске студије – изванредан и пркосан подвиг за 1933. годину, чак и за независну земљу попут Естоније поносну на своје законе о правима мањина . Гулкович је постављен за професора и шефа катедре за јеврејске студије и почео је да предаје у Тартуу 1934. године. Привукао је многе висококвалитетне постдипломце (углавном Јевреје) и основао међународну серију публикација о јеврејским студијама. Гулкович је предавао на немачком језику. Институт у Тартуу је вероватно био једино место на свету где је било могуће одржати науку о јеврејским питањима на немачком језику током времена Холокауста. Током свог мандата у Тартуу, Гулкович је путовао у иностранство колико је то било могуће у том периоду, посебно у Шведску (Универзитет у Упсали) и Велику Британију (Универзитет у Кембриџу).
Након што је Совјетски Савез први пут напао и анектирао Естонију 1940. године, Гулковичева катедра је укинута 1941. године и долази до његове смене. Када су нацисти исте године напали Естонију, Гулковича и, можда неколико недеља касније, целу његову породицу су – као и скоро 1.000 естонских Јевреја који нису депортовани – убили нацисти.

## Посао
Гулковичева методологија је била филолошка. Он је својим студијама приступао из перспективе критичког читања релевантних текстова. Гулковичева главна подручја истраживања обухватала су следеће области:
- Хасидизам (према коме је био критичан као ирационалном и мистичном феномену);
- Кабала (као рационални систем);
- лингвистичка историја хебрејског језика и методологија филолошких приступа;
- преводи и издања талмудских трактата;
- Мајмонид и Спиноза

Ирационално-мистички приступ проучавању религије такође има своје заговорнике (овде би се могла поменути традиција Рудолфа Ота и његов класик „Свети“ (1917)), али у области упоредне религије, Гулковичев приступ, ако би некако био модификован, данас би се могао сматрати мејнстримом. То није толико изражено запажање у оквиру јеврејских студија (и проучавања те дисциплине), делимично из историјских разлога, јер се рационализам Гулковичевог стила некима чинио претерано прилагођавајућим нејеврејским принципима и системима мишљења и превише критичним према њиховим мистичним традицијама. Стога су научници који се баве јеврејским студијама, попут Гершома Шолема, критиковали, и настављају да критикују, Гулковичев рад.
Пошто су многи Гулковичеви списи након 1933. године објављени на немачком језику у Естонији, они заправо нису били добро дистрибуирани и нису постали део научног дискурса јеврејских студија, иако су изузетно високог квалитета и јасно стављају Гулковича у први план у својој области. Недавни покушаји да поново објави његова најзначајнија дела код водећег немачког издавача јудаике, Мор Зибека у Тибингену, пропали су 2005. године, након што је већ био постигнут договор са штампом, из непознатих разлога од стране издавача.